# 간왕씽
간왕씽(중국어: 甘望星, 병음: Gān Wàngxīng, 한자음: 감망성, 영어: Wangxing Gan, 2000년 7월 17일 ~ )은 중국의 가수이자 인플루언서이다. 소속사는 위샤오 미디어이다.

## 내력
2021년 1월 13일, 서바이벌 프로그램 《창조영 2021》의 참가가 확정되었다. 2월 17일, 동영상 사이트 플랫폼 텐센트 비디오에서 주최한 보이 그룹 결성 프로젝트 서바이벌 프로그램 《창조영 2021》에 참가하였다.

## 영상 작품

### 프로그램
| 일시              | 방송사        | 제목            | 각주   |
| 2021년 2월 17일－ | 텐센트 비디오 | 《창조영 2021》 | 참가자 |